# 中村国香
中村 国香（なかむら くにか/こっこう、宝永6年12月9日（1710年1月8日） - 明和6年3月13日（1769年4月19日））は、江戸時代中期の儒者。地誌『房総志料』の編纂で知られる。
国香は号で、名は貞治・定治。字は子蘭。通称は善右衛門・勝治郎（勝治郎は幼名とも）。別号に蕙洲。
上総国夷隅郡長者町（現在の千葉県いすみ市岬町長者）生まれ。幼少より学問を好み、同地出身の儒者・宇佐美灊水の門弟となった。成人後は近隣の若者の教育にあたった。
『房総志料』（全5巻）は、彼が房総各地を訪ねて記した紀行文で、史跡や寺社を詳述し、またさまざまな伝承を採録しており、地誌として重要である。
いすみ市岬町長者の地蔵堂境内に墓があり、いすみ市指定文化財となっている。